# 源宣方
源 宣方（みなもと の のぶかた）は、平安時代中期の貴族。宇多源氏、六条左大臣・源重信の子。官位は従四位上・右近衛中将。

## 経歴
円融朝の天元5年（982年）藤原道長と共に昇殿を許される。左馬助を経て、一条朝に入ると、永延元年（987年）右近衛少将に任ぜられ、永祚2年（990年）五位蔵人を兼ねる。正暦4年（993年）少将の功労により従四位下、正暦5年（994年）右近衛中将に叙任された。
長徳4年（998年）8月23日に疫病のために卒去。最終官位は右近衛中将従四位上。

## 人物
『枕草子』に「源中将」の官名で登場し、清少納言とは昵懇な間柄であった。藤原行成とも親しく、彼の一周忌に行成は絵師巨勢広貴に不動尊像を描かせ未亡人に贈った。『本朝文粋』は彼の後室のために大江匡衡が書いた七七忌の追善願文を載せ、ほかに藤原公任や藤原顕光の哀傷歌も伝わっている。

## 官歴
- 天元5年（982年）正月10日：昇殿[3]
- 永観2年（984年） 10月22日：見左馬助[3]
- 永延元年（987年） 9月26日?：右近衛少将[4]
- 永祚2年（990年） 9月1日：五位蔵人[4]
- 正暦4年（993年） 正月7日：従四位下（少将労）[4]。正月9日：還昇[3]
- 正暦5年（994年） 9月8日：右近衛中将[4]
- 長徳2年（996年） 正月25日：兼伊予介[5]
- 長徳4年（998年） 8月23日：卒去（右近衛中将従四位上）

## 系譜
『尊卑分脉』による。
- 父：源重信
- 母：源高明の娘
- 妻：文信（姓不明）の娘
  - 男子：源親方